# Головино (Марий Эл)
Головино (мар. Упамаш) — деревня в Медведевском районе Марий Эл Российской Федерации. Входит в состав Люльпанского сельского поселения.
Численность населения — 30 чел. (2021 год).

## География
Деревня Головино располагается в 15 км от административного центра сельского поселения — деревни Люльпаны, на берегу рек Пан и Большая Ошла.

## История
До 1 апреля 2014 года деревня входила в состав упразднённого сельского поселения Туршинское.

## Население
| 2010 | 2011 | 2012 | 2013 | 2015 | 2016 | 2018 |
| ---- | ---- | ---- | ---- | ---- | ---- | ---- |
| 34   | ↗41  | →41  | ↘39  | →39  | →39  | ↘35  |
| 2019 | 2020 | 2021 |      |      |      |      |
| →35  | ↘30  | →30  |      |      |      |      |

Национальный состав на 1 января 2013 г.:
| Национальность | Численность, чел. | Доля    |
| -------------- | ----------------- | ------- |
| всего          | 39                | 100,0 % |
| Марийцы        | 1                 | 2,6 %   |
| Русские        | 35                | 89,7 %  |
| другие         | 3                 | 7,7 %   |

## Известные жители
Рябинин Филипп Илларионович (1893—1970) —  марийский советский партийный, административный и хозяйственный деятель. Член ВКП(б) с 1933 года. Председатель Оршанского районного исполкома Марийской АССР (1938—1940), один из организаторов, председатель колхоза «Куат» Оршанского района МАССР (1940—1941, 1942—1944). Участник Гражданской войны в России и Великой Отечественной войны. Кавалер ордена Ленина (1967).